# Pygora prasinella
Pygora prasinella är en skalbaggsart som beskrevs av Leon Fairmaire 1904. Pygora prasinella ingår i släktet Pygora och familjen Cetoniidae. Inga underarter finns listade i Catalogue of Life.